# Zeezout

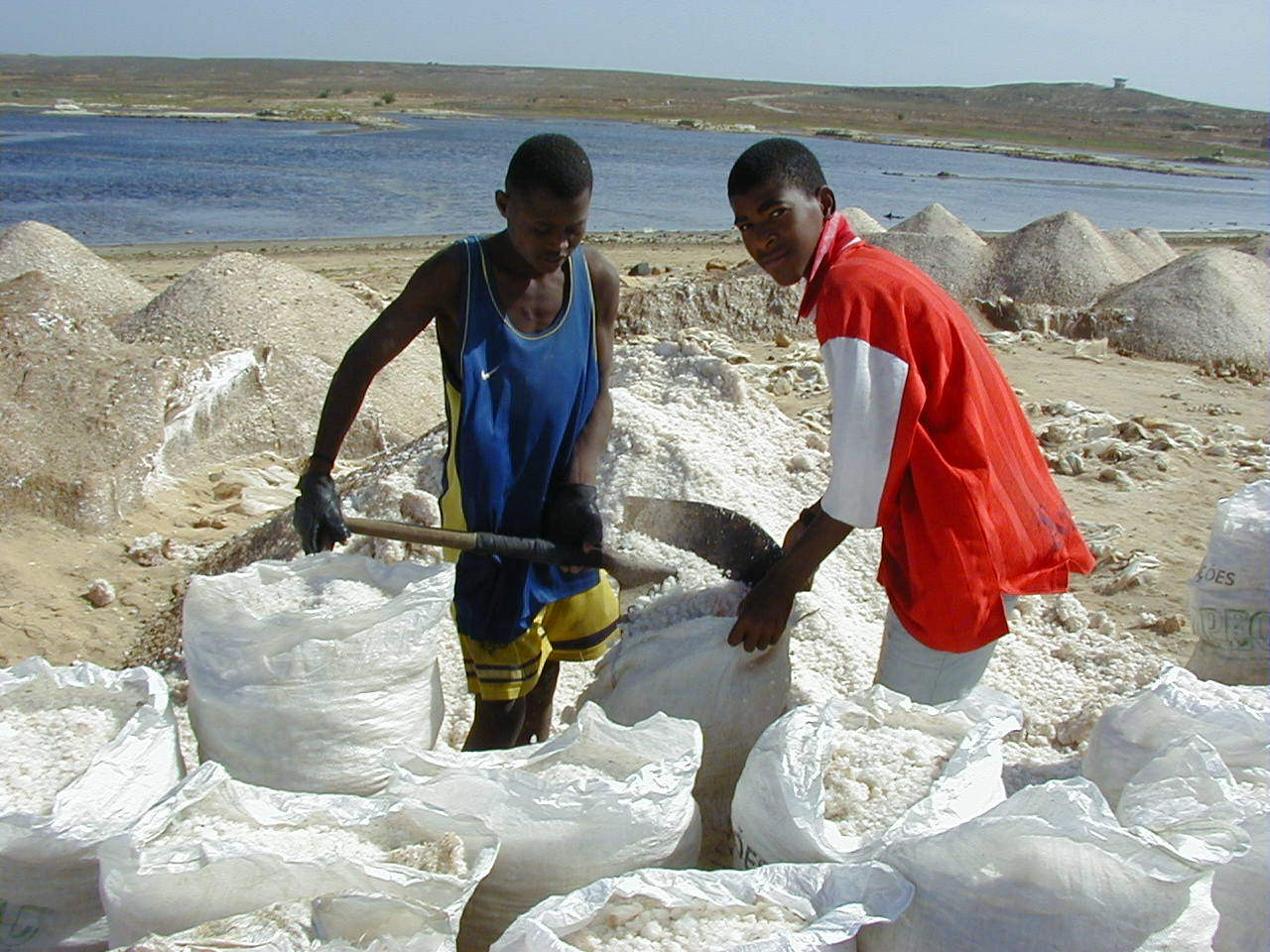
Zeezout gewonnen op het eiland Maio in Kaapverdië.

Zeezout is een zout dat wordt gewonnen door zeewater in te dampen. Het wordt gebruikt als een ingrediënt in de keuken en sommige cosmetische producten. Zout dat aan land wordt gewonnen is ook afkomstig uit zeewater, dat in de oudheid is opgedroogd.
In het zeewater bevinden zich diverse zouten in opgeloste toestand. Eén liter zeewater bevat ongeveer 35 gram zouten:
- 24 gram natriumchloride NaCl
- 5 gram magnesiumchloride MgCl2
- 4 gram natriumsulfaat Na2SO4
- 0,7 gram calciumchloride CaCl2
- 0,8 gram magnesiumbromide MgBr2

Door deze samenstelling heeft zeezout een andere smaak dan keukenzout, dat voornamelijk uit natriumchloride bestaat.
Zeezout wordt door sommigen beschouwd als een gezonder alternatief voor keukenzout, dat gebruikt mag worden als de dokter een zoutloos dieet voorschrijft. Ten onrechte, want zeezout bestaat voornamelijk uit gewoon NaCl.
In verschillende landen, waaronder China en India, was zeezout voorheen de enige bron voor zout. De verkoop van zeezout was een grote bron van inkomsten voor de regering. Rond 110 v.Chr. werd in China door de toenmalige heerser Wu van Han het monopolie op de zouthandel opgeëist. Illegale handel werd bestraft met de doodstraf. Veel landen, waaronder ook veel Europese, voerden een zoutbelasting in.
In 1882 stelde het Britse bestuur van India een belasting in op zout. Dit leidde in 1930 tot de beroemde zoutmars van 12 maart tot 5 april die werd aangevoerd door Mahatma Gandhi. Demonstratief liepen Gandhi en zijn aanhangers naar de oceaan om eigen zout te winnen, liever dan de Britse zoutbelasting te betalen.

## De winning van zeezout
De winning van zeezout is al bekend uit de Dawenkoucultuur in China, tijdens het Neolithicum, 6000 v.Chr., men won het zout uit grotten, daar verzameld uit opgedroogd zeewater. Om zeezout uit de zee te halen worden lage muurtjes langs de zee gebouwd. Achter de muurtjes liggen grote vierkante kuilen (bekkens of zoutpannen). In de oudheid kenden de Egyptenaren deze methode al en ook de Romeinen legden zoutpannen aan. Langzaam stroomt het zeewater van het ene bekken naar het andere waarbij door verdamping van het water de concentratie van het zout in het water stijgt. Als de oplossing verzadigd is, ontstaat een zoutneerslag en kunnen de zoutkristallen worden verzameld. Hierna wordt het zout gezuiverd.
Verschillende gebieden in de wereld produceren speciaal zeezout. Voorbeelden hiervan zijn: Bretagne, Bonaire, Portugal, Ierland, Denemarken, Wales, Bali en Cape Cod. Zeezout uit Hawaï kan een roodbruine tot zwarte kleur hebben, veroorzaakt onder meer door de ijzerhoudende vulkanische grond waarop het wordt gewonnen.

## Nederland
Zeezout werd vroeger in Nederland gewonnen door in een getijdengebied het zoute veen onder de kleilaag af te graven. Dit afgraven werd aangeduid als darinckdelven of moernering of selnering. Het zoute veen werd gedroogd en werd vervolgens verbrand. De zoute as werd gemengd met zeewater, waarna dit pekelmengsel werd ingekookt. Darinckdelven leidde tot bodemverlaging en bracht de dijken in gevaar. Daarom werd het verboden. Voortaan werd grof zeezout uit Frankrijk, Portugal en Spanje geïmporteerd, dat in Nederland werd gezuiverd, onder andere in Zierikzee. Het enige bedrijf dat nu nog zout wint in Nederland is Zeeuwsche Zoute.

## Economische aspecten
Van de Egyptenaren uit de oudheid is bekend dat ze zout wonnen en er handel mee dreven, aan de Grieken en de Feniciërs. Er is grote rijkdom en welvaart mee verworven. In Europa vonden archeologen aanwijzingen dat er vanaf ongeveer 5400 v. Chr in het huidige Bulgarije zout moet zijn gewonnen, vanuit de stad Solnitsata werd de hele Balkan van zout voorzien.
In gebieden waar zout schaars was is het lange tijd als betaalmiddel gebruikt - het woord salaris komt van sal dare (zoutrantsoen) en was een deel van de betaling van de Romeinse legionair. De Via Salaria, een belangrijke uitvalsweg van Rome naar Porta Salaria in Noord-Italië, was oorspronkelijk aangelegd voor het transport van zout.
De middeleeuwse handelsorganisatie Hanze is groot, machtig en rijk geworden met de handel in zout vanuit Frankrijk, de baai van Bourgneuf, over de hele wereld, de zogenaamde baaivaarten. De schepen voeren onder escorte vanwege het risico op kaping. Er waren zoutpakhuizen in onder meer Londen, Kampen en Lübeck.